# 私立極道高校
『私立極道高校』（しりつきわめみちこうこう）は、宮下あきらによる日本の漫画、および作中に登場する架空の高等学校。『週刊少年ジャンプ』（集英社）にて1979年17号に特別読切として掲載され、同年21号から1980年11号まで連載された。

## 概要
宮下がアシスタントに対する監督不行届を問われる形で打ち切りとなり（詳細は週刊少年ジャンプ事件史を参照）、当時出版された単行本1巻も絶版・回収となったが、2012年1月20日に単行本未収録だった連載分も含めた全話を収録した『私立極道高校 復活版』として単行本上下巻が刊行された（なお、原稿については紛失しているために本誌掲載時のページをとり込み、問題となった部分に関しては墨塗りした上での収録となっている）。
2011年6月24日に発売された『週刊漫画ゴラク』（日本文芸社）7月8日号より続編『私立極道高校2011』が不定期連載で開始され、2012年11月15日発売の11月30日号をもって完結。2014年4月4日発売号（2013年1月18日発売号開始予定だったが、作者都合で延期された）から『極!!男塾』に設定を持ち越して連載開始。

## あらすじ
国家権力や世論の波に押されつつある極道社会の伝統を守るため、全国各地の極道の親分が力を合わせて創設した国内唯一の極道養成機関「私立極道高校」。そこに所属する生徒たちは、教師や先輩の無理難題やシゴキに耐えつつ毎日のようにバカ騒ぎを繰り出す。

## 登場人物
以下の他、2011版の後半には『魁!!男塾』の登場人物が老年の姿で登場。
学帽政（がくぼうまさ）
主人公。二つ名が表す通り、学帽を被った姿が印象的な二枚目の男。武器はドス。幼少期に極道に絡まれた父親が何も出来なかったことから親子の熱が冷めたことと、極道の姿に憧れを抱いたことで、父親の他界後に極道の世界を目指して入学したが、自分と同じような境遇の家族を増やすことは嫌っている。
編み物（棒針編み）が趣味で、外見とはかけ離れたような可愛らしいデザインの帽子や腹巻を編んだりしている。
作者の別作品『激!!極虎一家』にも引き続き登場しており、『ボギー THE GREAT』の単行本4巻にも学帽政が主役を務める短編が収録された。
『2011』では、極道高校の校長の高倉虎造が語る伝説の人物として紹介された。
加藤 梅造（かとう うめぞう）
本来は学帽政の先輩にあたるが、生徒会長に戦いを挑み敗れ、その代償に片腕片足を失い入院していたため留年している。義手と義足を装着し復学、「人間サイボーグ」と自称する。その後、学帽政と共に再び生徒会長に戦いを挑み、無事だった片腕片足も失ってしまう。女性運が悪く頻繁に酷い目に遭っている。実は禿頭でカツラをかぶっているが、そのことは誰にも秘密にしている。
『激!!極虎一家』では外見が瓜二つの弟・菊造が登場している。
長岡 鉄雄（ながおか てつお）
鉄腕アトムの様な髪型をした男。
日の丸 頑平（ひのまる がんぺい）
日の丸の鉢巻きがトレードマーク。
『2011』の登場人物である日の丸鉄平の父。
尾崎 とおる（おざき とおる）
元々は少年らしい風体をした普通の高校生だったが、不良に因縁をつけられ暴行をうけ恐喝されたさい、通りかかった学帽政と加藤梅造に助けられ（実際は、二人共助けるつもりは全くなく、政たちが通り過ぎようとしたさいに不良たちが唾を吐いた行為が喧嘩を売ってきたと判断し、半殺しにしているのが理由）、二人の姿に憧れ極道高校へ入学する。
当初は、学帽政の真似をして学帽をかぶっていたが、学帽政からお手製のミッキーマウスのキャップをもらいかぶっている。
生徒会長
極道高校の生徒会長で、後述の国士玉三郎の弟。3m以上ある大男で、強靭な肉体（38口径の拳銃程度では胸板で弾丸が止まってしまう）を持ち、かつて加藤梅造に瀕死の怪我を負わせるなど、その圧倒的な力で極道高校を支配している。だが、学帽政と加藤梅造との喧嘩で、ダイナマイトまで持ち出した二人に負けて、泣きながら逃げてしまう。
この展開に関しては、散々ミステリアスな雰囲気を演出しておきながら、尻つぼみにさせてしまった事で、作者は本宮ひろ志から怒られている（1988年の週刊少年サンデーに掲載された「オレのまんが道」本宮ひろ志インタビューより）。
国士玉三郎
極道高校の生徒会長の兄で、自身も極道高校のOBであり元生徒会長。生徒会長よりも小柄だが（それでも一般人よりもはるかに体格がいい）、生徒会長よりも遥かに強い。電話一本で配下の極道たちを派遣し、ペンペン草一本も生えない程相手を叩きのめす力を持っている。
鼻にマスクをつけているが、これは凶暴な性格を抑えるために精神安定剤を染み込ませた綿を入れて常に嗅いでいるためであり、マスクを外すと感情のコントロールがきかなくなる。
学帽政の宿敵でありライバルでもあるが、玉三郎本人は敵対しながらも学帽政のことを気に入っていて、拒否されながらも連合を組もうと何度か誘っている。

## 単行本
- 宮下あきら 『私立極道高校』 集英社《ジャンプ・コミックス》 全1巻（未完）
  1. 1980年1月15日第1刷発刊
- 宮下あきら 『私立極道高校 復活版』 集英社 全2巻
  1. 2012年1月20日発売 ISBN 978-4-83-428423-2
  2. 2012年1月20日発売 ISBN 978-4-83-428424-9
- 宮下あきら 『私立極道高校2011』 日本文芸社 全3巻
  1. 2012年1月20日発売 ISBN 978-4-537-12852-9
  2. 2012年7月28日発売 ISBN 978-4-537-12914-4
  3. 2012年12月27日発売 ISBN 978-4-537-12980-9